# Hermann Conradi
Hermann Conradi, född 12 juli 1862, död 8 mars 1890, var en tysk författare.
Conradi var företrädare för naturalismen, och var främst påverkad av Fjodor Dostojevskij. Han debuterade med romanen Phrasen 1887, men väckte mest uppmärksamhet med romanen Adam Mensch (1889), en psykologiserande utvecklingsroman, som ådrog Conradi ett tryckfrihetsåtal för osedlighet. Conradi var även verksam som lyriker, bland hans verk inom området märks diktsamlingen Lieder eines Sünders (1887).